# Bi Feiyu
Bi Feiyu (en xinès simplificat: 毕飞宇; en xinès tradicional: 畢飛宇; en pinyin: Bìfēiyǔ) (Xinghua 1964 -) és un escriptor i guionista de cine i televisió xinès, guanyador del Premi Mao Dun de Literatura de l'any 2011 per la seva novel·la Tuina (推拿), traduïda a l'anglès com "Blind Massage". És un dels escriptors vius més coneguts del país.

## Biografia
Bi Feiyu va néixer a Xinghua, província de Jiangsu a la costa oriental de la Xina. Els seus pares durant la Revolució Cultural van ser acusats de ser dretes, i la família es va veure obligada a exiliar-se. Bi es va iniciar en els estudis literaris gràcies als seus pares, tots dos professors.
Abans de iniciar la seva carrera com a escriptor, va treballar com a periodista a Nanquín.

### Carrera literària
Bi Feiyu es considera un exponent de l'avantguarda literària xinesa dels anys noranta i pertany a la mateixa generació d'escriptors com Yu Hua (余华), Ge Fei (格 非) i Su Tong (苏童). Tota la seva producció se centra en dos temes: la relació entre el context xinès urbà i rural, -amb escenaris que descriuen el drama de personatges que intenten desesperadament ser acceptats en el context urbà- i l'anàlisi de la figura femenina.
La fama de Bi Feiyu es deu tant als problemes que afronta com a l'estil i el llenguatge emprats. Si en les obres primerenques l'escriptor demostra una tendència a l'experimentació, que inclou també l'escriptura poètica, amb les més recents s'obre una nova fase creativa que es pot definir com a realista. Sense abandonar el seu propi estil, Bi comença. per posar temes socials més concrets al centre de les seves obres, creient que la literatura hauria de tractar principalment els problemes del món i els sentiments humans.

#### Obres destacades
- Yumi (玉米) Three Sisters
- Qingyi (青衣) The Moon Opera, amb una traducció directa al castellà[3]
- Diqiu Shang de Wangjiazhuang (地球上的王家庄) Wang Village and the World, amb una traducció del francès al castellà[4]

### Adaptacions al cinema, televisió i teatre[5]
- 1995: Shanghai Triad, 摇啊摇，摇到外婆桥, dirigida per Zhang Yimou.
- 2003: Qingyi (青衣) serie televisiva de 20 capítols, realitzada per Kang Honglei.

- 2004: Diqiu Shang de Wangjiazhuang (地球上的王家庄).
- 2014: Tuina 推拿 adaptada al cine per Lou Ye, va guanyar l'Os de Plata al Festival Internacional de Cinema de Berlín, i una sèrie de televisió de 30 capítols de l'any 2012 del realitzador Kang Honglei i una adaptació teatral dirigida per Wang Xiaoying i representada al Teatre Nacional de Pequín.

### Premis i distincions
- Ha guanyat dues vegades el Premi Lu Xun de Literatura:[6]
  - 1995-1996 per 哺乳期的女人 (Buru qi de nüren) traduït a l'anglès com "lactating women"
  - 2001-2003 per 玉米 (yumi) traduït a l'anglès com "corn"

- 2010: Premi de literatura de Le Monde.
- 2011: Premi literari Man Asia per Yumi 玉米
- El 21 d'agost de 2017 el Ministeri de Cultura francès li va concedir l'Orde de les Arts i les Lletres.[7]